# لوران بيتيجاند
لوران بيتيجاند (بالفرنسية: Laurent Petitgand)‏ هو كاتب أغاني وملحن وممثل فرنسي، ولد في 28 سبتمبر 1959 في فرنسا.

## أعمال

### أفلام
- (1987) وينجز اوف ديزاير[7]
- (1993) بعيد، كم قريب !

## وصلات خارجية
- لوران بيتيجاند على موقع IMDb (الإنجليزية)
- لوران بيتيجاند على موقع قاعدة بيانات الأفلام العربية
- لوران بيتيجاند على موقع ألو سيني (الفرنسية)
- لوران بيتيجاند على موقع ميوزك برينز (الإنجليزية)
- لوران بيتيجاند على موقع أول موفي (الإنجليزية)
- لوران بيتيجاند على موقع قاعدة بيانات الأفلام السويدية (السويدية)
- لوران بيتيجاند على موقع ديسكوغز (الإنجليزية)
- لوران بيتيجاند على موقع قاعدة بيانات الفيلم (الإنجليزية)
- لوران بيتيجاند على موقع كينوبويسك (الروسية)